# Choltice (stacja kolejowa)
Choltice – stacja kolejowa w miejscowości Choltice, w kraju pardubickim, w Czechach Znajduje się na wysokości 235 m n.p.m.
Na stacji nie ma możliwości zakupu i rezerwacji miejsc, a obsługa podróżnych odbywa się w pociągu.

## Linie kolejowe
- 015 Přelouč - Prachovice